# Museo ebraico Fausto Levi
Il Museo ebraico Fausto Levi, con annessa sinagoga, ha sede in via Camillo Benso Conte di Cavour 43 a Soragna, in provincia di Parma.
Il museo fa parte dell'Associazione dei Castelli del Ducato di Parma, Piacenza e Pontremoli.

## Storia
Verso il 1980 la Comunità ebraica di Parma decise di raccogliere in un museo i preziosi arredi e oggetti sacri appartenuti alle otto comunità del Parmense, in buona parte scomparse; la scelta della sede espositiva ricadde sul palazzo adibito fin dagli inizi del XVII secolo a sinagoga e sede della Comunità israelitica soragnese, per la posizione geografica baricentrica del paese rispetto alle antiche comunità di Borgo San Donnino, Busseto, Colorno, Cortemaggiore, Fiorenzuola d'Arda, Monticelli d'Ongina e Soragna stessa.
L'edificio fu completamente ristrutturato e, al termine dei lavori nel 1981, il museo fu inaugurato dal presidente della Comunità ebraica di Parma Fausto Levi, al quale fu successivamente intitolato.

## Percorso espositivo
Il percorso espositivo si sviluppa nei primi due livelli del palazzo; al piano terreno si trovano le prime tre sale, mentre al primo sono collocate la sala delle Sinagoghe scomparse e la sinagoga.

### Sala della storia
Nel primo ambiente è descritta, attraverso originali e copie di antichi manoscritti, la storia del popolo ebraico fin dalle sue origini, soffermandosi in particolare, grazie a documenti settecenteschi, sulle comunità del Parmense.
La sala, grazie alle sue vaste dimensioni, è utilizzata anche quale sede per conferenze.

### Sala delle tradizioni

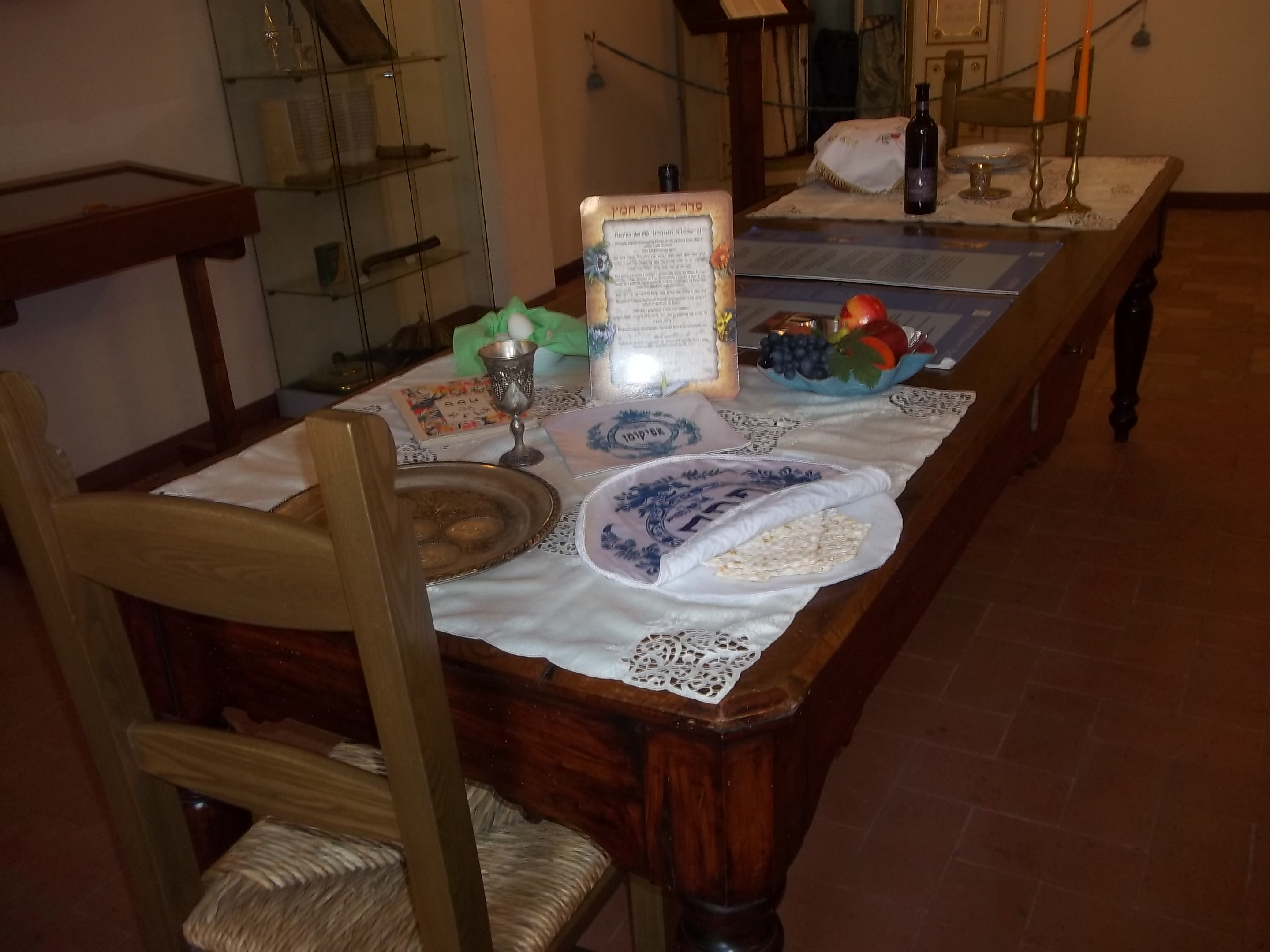
Tavola apparecchiata nella sala delle tradizioni

La sala è dedicata alla vita di una famiglia ebraica, rispetto alla pratica religiosa quotidiana; vi sono esposti vari oggetti e arredi di uso domestico, tra cui una tavola apparecchiata in occasione di una festività sacra, un'ottocentesca sedia di Elia utilizzata per le circoncisioni, libri di preghiera, due ritratti risalenti alla fine del XIX secolo e alcune antiche mezuzot.

### Sala della Shoah
Nella sala sono descritte, attraverso pannelli e numerosi oggetti provenienti da lager, le persecuzioni causate dalle leggi razziali fasciste e le deportazioni nei campi di sterminio nazisti che subirono le famiglie ebraiche del Parmense; le vetrine espongono anche alcuni indumenti appartenuti a Samuel Spritzman, sopravvissuto ai lager.

### Sala delle Sinagoghe scomparse

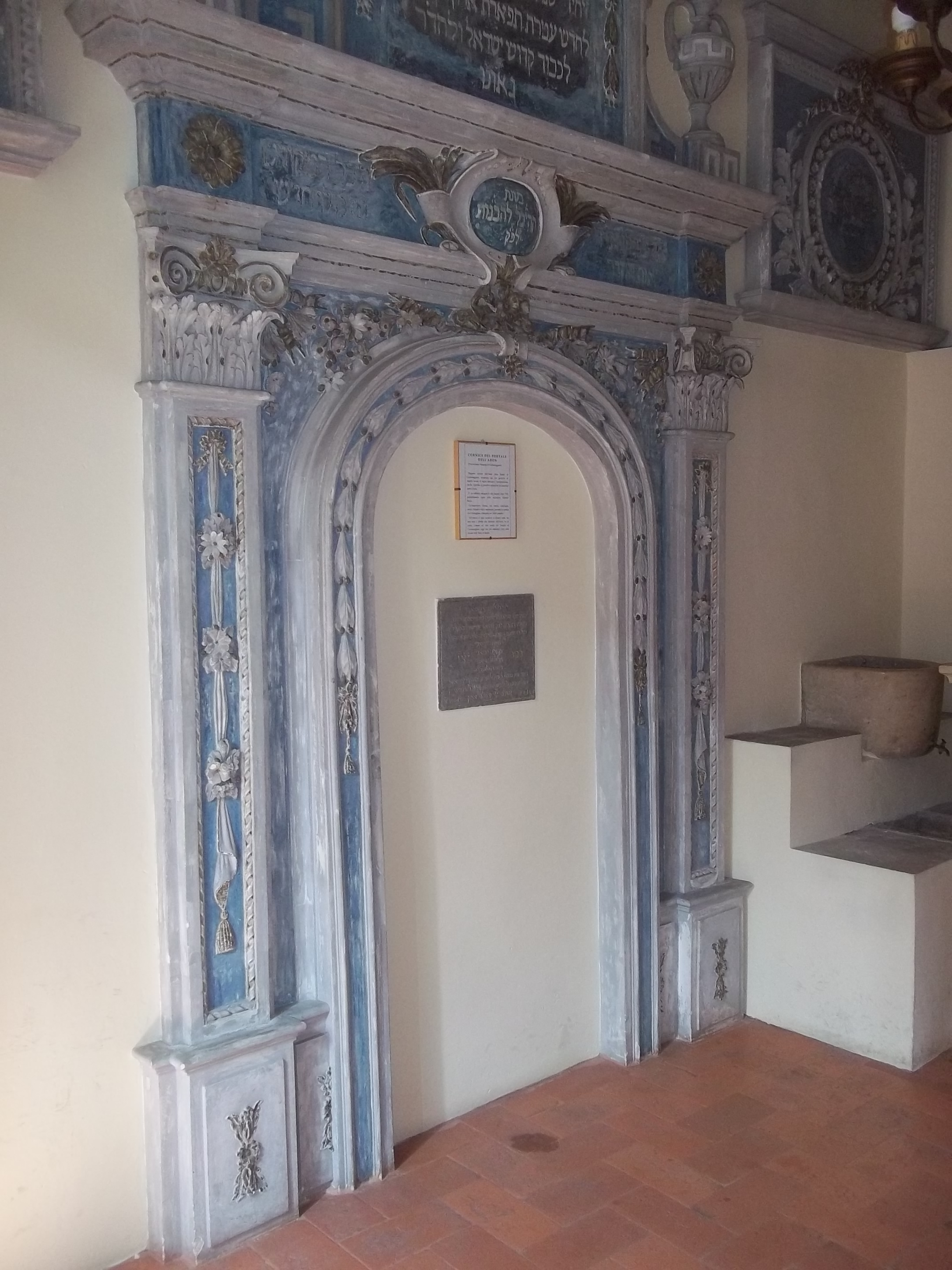
Cornice dell'aron di Cortemaggiore nella sala delle Sinagoghe scomparse

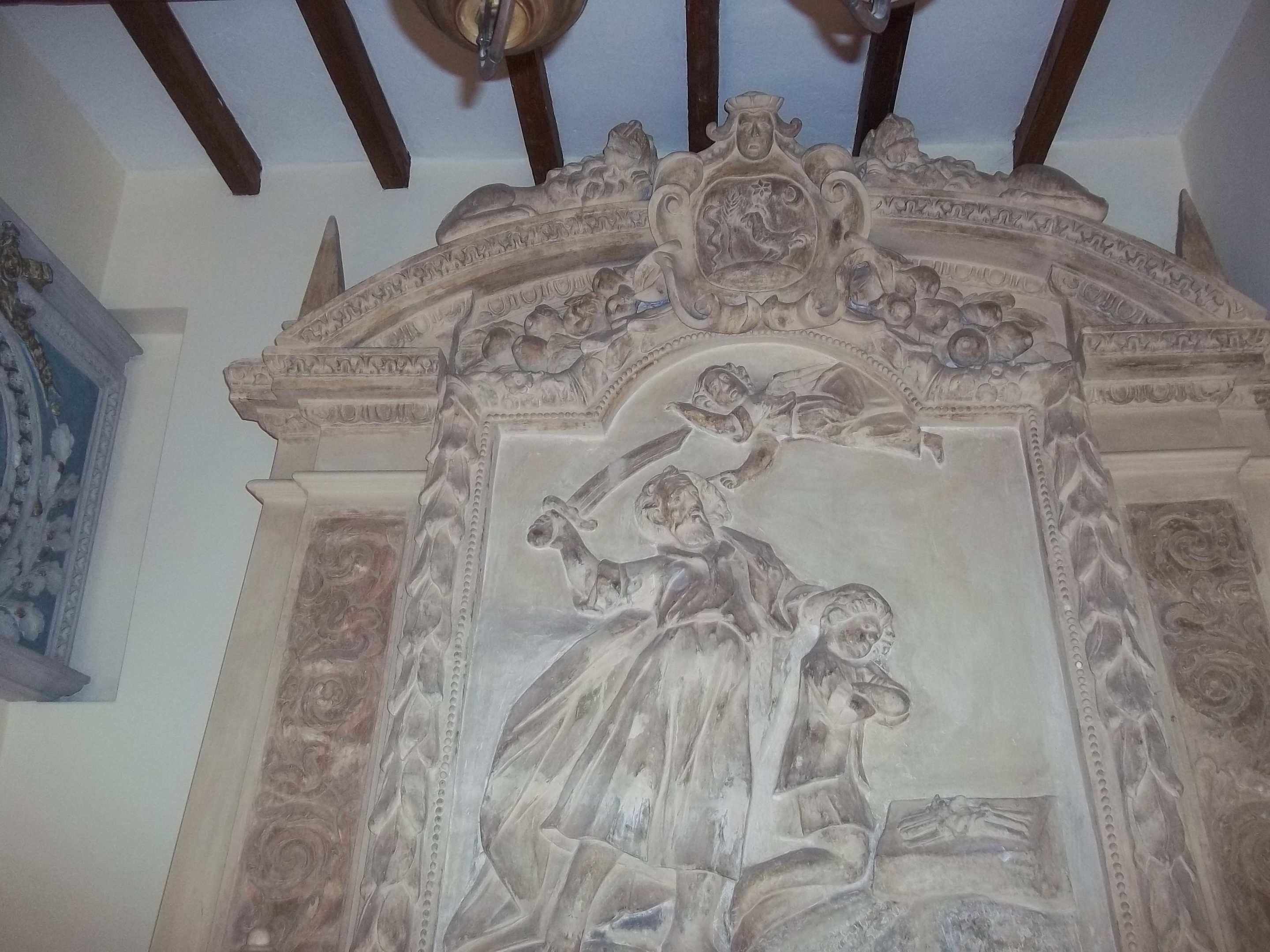
Cappa del camino nella sala delle Sinagoghe scomparse

La sala ospita alcuni arredi provenienti dalle comunità ebraiche scomparse, tra cui:
- un pregevole camino seicentesco, con cappa riccamente decorata con altorilievi in stucco raffiguranti la Legatura di Isacco, proveniente dall'abitazione del rabbino di Cortemaggiore;
- un antico lavacro per la Netilat Yadaim;
- la cornice scolpita e dipinta del portale dell'aron di Cortemaggiore;
- varie foto d'epoca delle sinagoghe scomparse di Busseto, Fiorenzuola e Cortemaggiore;
- alcuni indumenti sacri per le preghiere.[7]

### Sinagoga

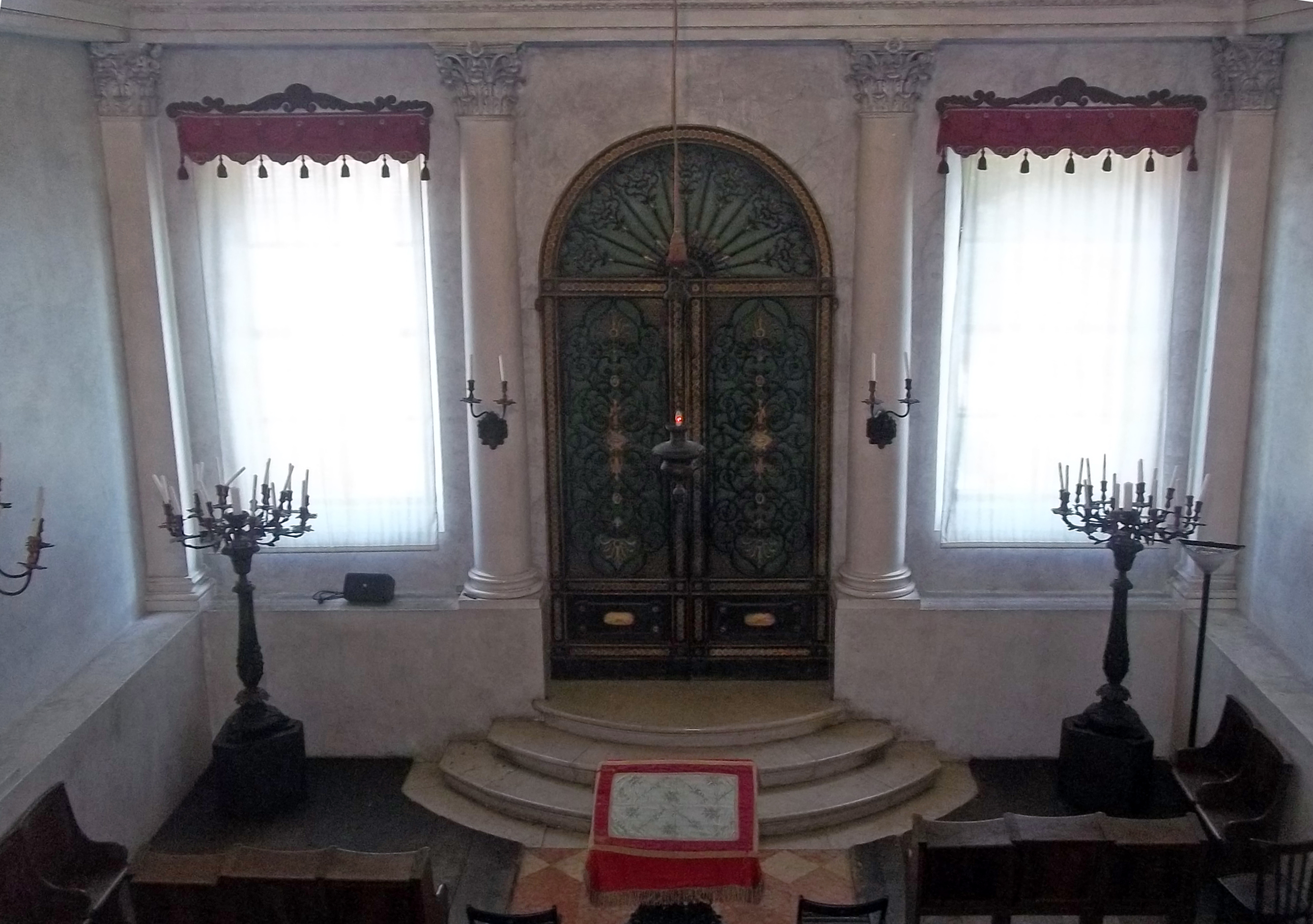
Sinagoga

La sinagoga neoclassica, risalente al 1855, è preceduta dal vestibolo, ove sono collocati gli oggetti più preziosi del museo:
- alcuni rotoli della Torah, risalenti a un arco temporale compreso tra il 1594 e il 1803;[3]
- manti e fasce in broccato;
- puntali e corone;
- antichi rotoli del Libro di Ester;
- un Siddur settecentesco.[8]

Il matroneo al piano superiore conserva otto Ketubot finemente decorati, risalenti alla fine del XVIII e agli inizi del XIX secolo.

### Cimitero
Il cimitero ebraico in località Argine completa il percorso espositivo; originariamente collocato all'interno del centro abitato, fu ricostruito nel 1839 all'esterno del paese; la più antica tomba risale al 1854.